# Lianhua (köpinghuvudort i Kina, Jiangxi Sheng, lat 29,64, long 115,98)
Lianhua är en köpinghuvudort i Kina. Den ligger i provinsen Jiangxi, i den sydöstra delen av landet, omkring 110 kilometer norr om provinshuvudstaden Nanchang. Antalet invånare är 22 447. Befolkningen består av 10 987 kvinnor och 11 460 män. Barn under 15 år utgör 14,0 %, vuxna 15-64 år 73 %, och äldre över 65 år 11,0 %.
Runt Lianhua är det tätbefolkat, med 319 invånare per kvadratkilometer. Närmaste större samhälle är Lushanqu, 4,5 km norr om Lianhua. I omgivningarna runt Lianhua växer i huvudsak blandskog.
Genomsnittlig årsnederbörd är 2 094 millimeter. Den regnigaste månaden är maj, med i genomsnitt 371 mm nederbörd, och den torraste är januari, med 69 mm nederbörd.